# Heidi Larson
Heidi J. Larson (nacida el 21 de abril de 1957) es una antropóloga estadounidense y directora fundadora del Proyecto de Confianza en las Vacunas. Larson dirigió Comunicación sobre Inmunización Global en Unicef, y es autora de Stuck: How Vaccine Rumors Start and Why They Don't Go Away («Atascado: cómo comienzan los rumores de vacunas y por qué no desaparecen»).

## Educación y carrera temprana
Hija de un sacerdote y defensor de los derechos civiles, Larson creció en Massachusetts.
Larson trabajó para Save the Children en Cisjordania y en Nepal después de la universidad. Trabajar en el extranjero hizo que se interesara por la antropología y finalmente se graduó de la Universidad de California en Berkeley en esa disciplina. Obtuvo un Doctorado en Filosofía en 1990. Trabajó para varias empresas en la década de 1990, incluidas Apple y Xerox. Fue a Unicef para estudiar el impacto de las máquinas de fax en la forma en que los empleados realizan su trabajo.

## Trabajo en inmunización
Larson volvió a Unicef en 2000, trabajando en comunicaciones globales para varios de los programas de vacunación de la agencia. Desarrolló una experiencia trabajando con trabajadores de la salud locales para desactivar los rumores que amenazaban con descarrilar las iniciativas de vacunación. Fundó el Proyecto de Confianza en las Vacunas en la Escuela de Higiene y Medicina Tropical de Londres, que todavía dirige a partir de 2020, además de enseñar Antropología, Riesgo y Ciencias de la Decisión.
Desde 2015, Larson lidera un proyecto de la Unión Europea para apoyar los esfuerzos de vacunación en Sierra Leona, Ruanda, la República Democrática del Congo y Uganda, identificando y contrarrestando los rumores que pueden reducir la eficacia de la campaña. Después de trabajar en la vacunación contra el ébola, el grupo ahora está desacreditando los mitos sobre la gripe y la COVID-19.
Larson es la Directora de Iniciativas Europeas en el Instituto de Medición y Evaluación de la Salud (IHME) y Profesora Clínico Asociada en el Departamento de Salud Global de la Universidad de Washington. En medio de la pandemia de COVID-19, copresidió (junto con J. Stephen Morrison) el panel de alto nivel de CSIS-LSHTM sobre confianza en las vacunas y desinformación en 2020.
Describiéndose a sí misma como «una paciente optimista», Larson entendió pronto que se debían hacer esfuerzos significativos para combatir la información errónea sobre las vacunas. La exdirectora ejecutiva de Unicef, Carol Bellamy, dijo que Larson «no estaba gritando 'El cielo se está cayendo', estaba gritando, 'El cielo podría caerse si no hacemos algo'».

## Vida personal
La profesora Larson está casada con el virólogo belga Peter Piot.

## Publicaciones seleccionadas
- Larson, Heidi J. (2020). Stuck: How Vaccine Rumors Start and Why They Don't Go Away (en inglés). Oxford: Oxford University Press. ISBN 9780190077242.
- de Figueiredo, Alexandre; Simas, Clarissa; Karafillakis, Emilie; Paterson, Pauline; Larson, Heidi (10 de septiembre de 2020). «Mapping global trends in vaccine confidence and investigating barriers to vaccine uptake: a large-scale retrospective temporal modelling study». The Lancet (en inglés) 396 (10255): 898-908. PMC 7607345. PMID 32919524. doi:10.1016/S0140-6736(20)31558-0.
- Larson, Heidi J.; de Figueiredo, Alexandre; Xiahong, Zhao; Schulz, William S.; Verger, Pierre; Johnston, Iain G.; Cook, Alex R.; Jones, Nick S. (1 de octubre de 2016). «The State of Vaccine Confidence 2016: Global Insights Through a 67-Country Survey». EBioMedicine (en inglés) 12: 295-301. ISSN 2352-3964. PMC 5078590. PMID 27658738. doi:10.1016/j.ebiom.2016.08.042. Archivado desde el original el 2 de junio de 2019. Consultado el 23 de febrero de 2022.